# Homeopatyczny układ okresowy pierwiastków
Ten artykuł opisuje teorie, metody lub czynności niezgodne ze współczesną wiedzą medyczną.

Homeopatyczny układ okresowy pierwiastków

Homeopatyczne stadia

Homeopatyczna spirala pierwiastków

Homeopatyczny układ okresowy pierwiastków – układ okresowy pierwiastków, przedstawiający homeopatyczną Materię Medicę pierwiastków chemicznych, opracowany przez Jana Scholtena i opublikowany w pozycji Homeopatia i pierwiastki chemiczne (tytuł niderlandzkiego oryginału Homeopathie en de elementen) w 1996. Współcześnie w homeopatii stosuje się większość ogólnie dostępnych pierwiastków chemicznych oraz ich związków chemicznych, głównie nieorganicznych, w formie spotęgowanej.
Znane i nowe środki homeopatyczne zostały usystematyzowane w oparciu o układ okresowy pierwiastków. Wprowadzona przez Scholtena metoda klasyfikacji, zwana teorią pierwiastków chemicznych (The Element Theory), stała się standardem w homeopatii. 
Pierwiastki chemiczne zostały podzielone na 7 serii i 18 stadiów. Każda seria odpowiada jednemu okresowi z układu Mendelejewa, charakteryzuje się odrębnym tematem życiowym/problemem i nosi nazwę najbardziej reprezentatywnego pierwiastka z danego rzędu:
1. Seria wodoru: wodór i hel – temat: nienarodzony, inkarnacja
2. Seria węgla: od litu do neonu – temat: indywidualność, rozwój osobowości
3. Seria krzemu: od sodu do argonu – temat: rodzina, relacje
4. Seria żelaza: od potasu do kryptonu – temat: praca i obowiązki
5. Seria srebra: od rubidu do ksenonu – temat: kreatywność, sztuka
6. Seria złota: od cezu do radonu plus lantanowce – temat: przewodzenie, władza/niezależność, autonomia
7. Seria uranu: od fransu do plutonu i dalej – temat: schyłek życia, intuicja.

Stadia odpowiadają kolumnom układu okresowego, zostały ponumerowane od 1 do 18, od lewej do prawej strony. Stadia reprezentują poziom rozwoju danego tematu, od fazy początkowej, poprzez szczytowe stadium 10, aż do upadku.
Graficznie homeopatyczna teoria pierwiastków chemicznych została przedstawiona w postaci otwartej, rozszerzającej się spirali pierwiastków chemicznych, w której ostatni pierwiastek z każdej serii sąsiaduje z pierwszym pierwiastkiem kolejnej serii tworząc zakręcenie. Według Jana Scholtena spirala odpowiada rozwojowi samoświadomości.